# Râu Alb
Râu Alb est une commune du județ de Dâmbovița en Roumanie.